# Museo histórico Casa de Artigas

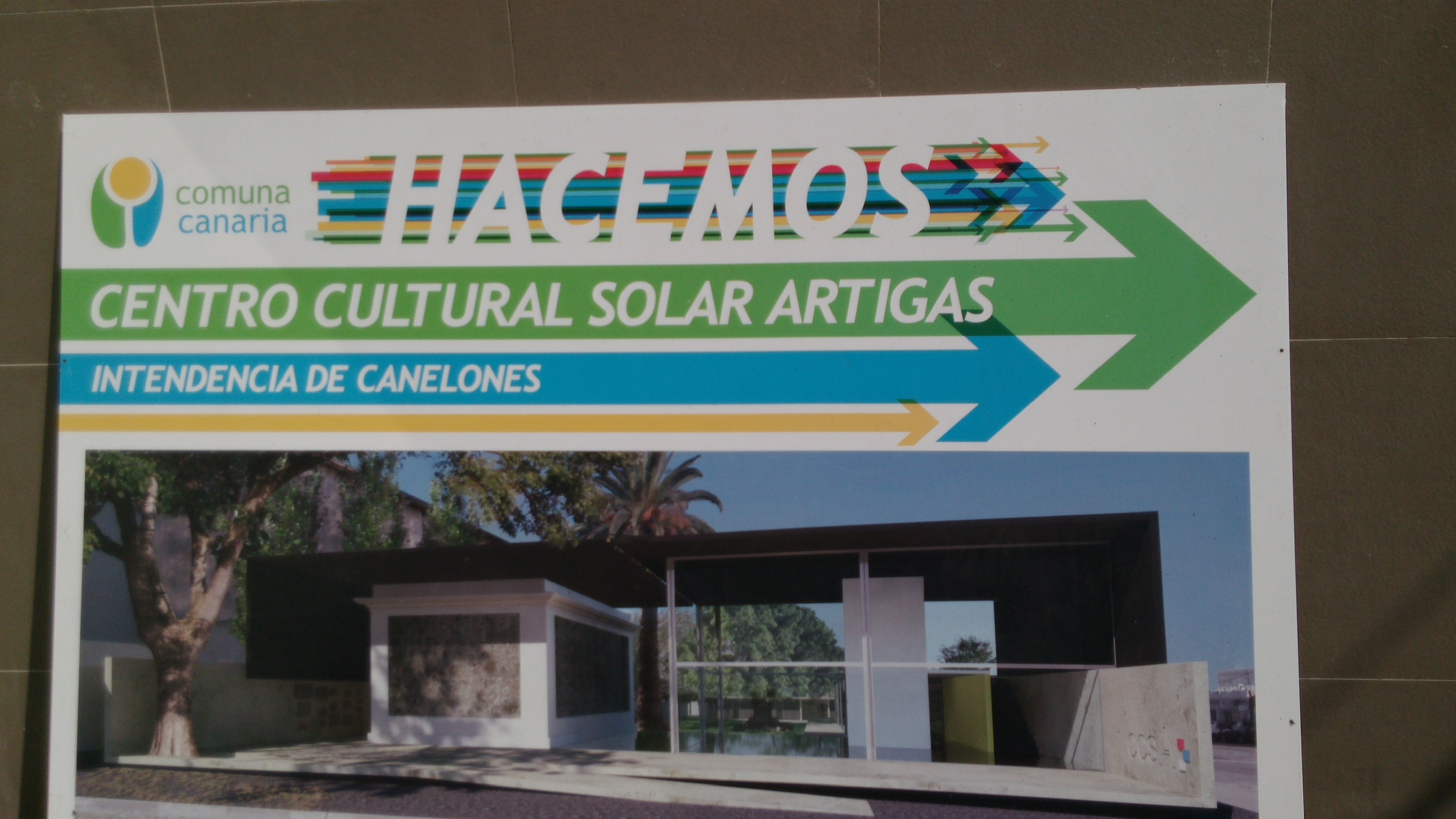
Cartel del Museo histórico Casa de Artigas en Sauce, Canelones, Uruguay

El Museo histórico Casa de Artigas, también conocido como Casa de los Artigas, Museo y Centro Cultural Casa de Artigas o Centro Cultural Solar Artigas está ubicado en Sauce, Canelones, Uruguay sobre la ruta 67.

## Historia
El 26 de noviembre de 1746, el Cabildo colonial del Gobierno de Montevideo con Real Cédula de 1749 le otorga a Felipe Pascual, abuelo materno de José Artigas una estancia ubicada a la altura del cauce medio del arroyo del Sauce Solo, medía 2583 hectáreas (ha) de superficie.

Los límites de Montevideo desde 1726, comprendían los territorios del actual departamento de Montevideo, del departamento de Canelones y parte de los de San José, Flores, Florida, Lavalleja y Maldonado.
En 1773, muere Felipe Pasqual Asnar y a través de su hija Francisca, su yerno Martín José Artigas, queda a cargo de la estancia.

La edificación consistía entonces en dos piezas con paredes de piedras unidas entre con barro y techos con tirantes de madera. Tenía alrededor un muro de piedra bajo.
José Gervasio Artigas pasó su infancia y adolescencia en esta localidad de Sauce, donde aprendió junto a sus hermanos varones las tareas del campo, que era la actividad económica de la familia Artigas, en la estancia que heredó su madre.
En 1836, tras la muerte de los progenitores, la estancia se vende al español Vicente Ponce de León, quien lo dona a la Iglesia Católica para que se construya en el predio del casco de estancia una iglesia y una plaza.
En 1925, la Iglesia Católica le dona el predio al Estado para su reconstrucción. La obra fue finalizada e inaugurada el 19 de junio de 1927.
La Casa de Artigas fue declarada Monumento Histórico Nacional en 1975 e integra la lista de bienes inmuebles del departamento de Canelones.
El 3 de noviembre de 1984, la sede del Museo Histórico de Sauce fue fundada.
Con la inauguración del Centro Cultural Casa de Artigas el 11 de junio de 2014 en Sauce se iniciaron oficialmente los festejos del 250 aniversario del natalicio de José Gervasio Artigas.
La obra actual se inició en 2013 y tuvo una inversión de unos U$S 750.000. El proyecto fue presentado por el arquitecto Conrado Pintos y Pablo Kelbauskas a un concurso público convocado por la Intendencia de Canelones.

## Características

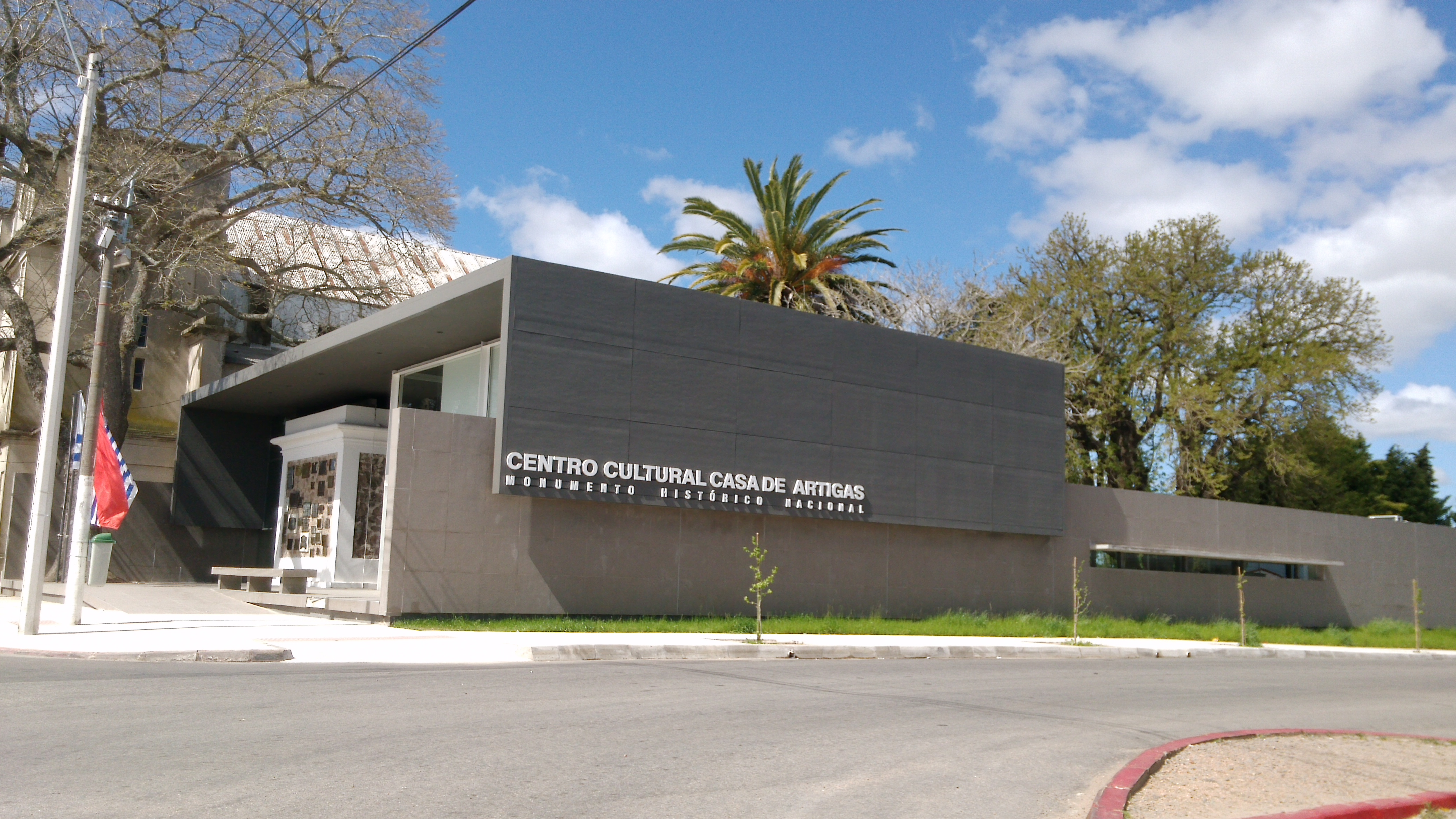
Museo histórico Casa de Artigas en Sauce "Centro Cultural Casa de Artigas: Monumento histórico nacional", en Canelones, Uruguay

Fue reinaugurado el 11 de junio de 2014 con la presencia del presidente de la República, José Mujica, del titular del MEC, Ricardo Ehrlich, la ministra de Turismo, Liliam Kechichian, y del intendente de Canelones Marcos Carámbula. Pertenece a la Intendencia de Canelones, Municipio de Sauce. La obra estuvo a cargo de la arquitecta Natalia Brenner y preserva la vieja estructura, declarada patrimonio histórico, rodeada por vidrios.
El museo y centro cultural cuenta con una biblioteca artiguista, con servicio de información digital que funciona como centro de investigaciones artiguistas, una ludoteca infantil y muestras relacionadas con la Historia de Uruguay. 
Tiene 2 salones multiuso de eventos y el espacio de museo. En el centro cultural se brindan charlas y presentaciones de libros como centro cultural abierto a la comunidad y a la región.
En 2013, en el predio de este museo, estudios arqueológicos dirigidos por Carmen Curbelo, del Departamento de Arqueología de la Facultad de Humanidades de Uruguay revelaron la presencia de material indígena y colonizador europeo.

## Colecciones
El Museo histórico Casa de Artigas tiene una muestra permanente de los objetos de la casa de Artigas desde más de 87 años, además de contar con una muestra pictórica "Artigas Ciudadano" desde el 11 al 20 de junio de 2014.
Posee objetos vinculados a José Gervasio Artigas, en particular, materiales históricos originales y réplicas y a sus descendientes en la localidad de Sauce en una sala de exhibición.
Se exhiben los hallazgos indígenas cubiertos con vidrio laminado obtenidos en las excavaciones arqueológicas realizadas en 2013.
En el predio se preserva el ombú y la palmera que se ubicaba en el patio de la Casa de Artigas.